# Спиридон (Кисляков)
Архимандри́т Спиридо́н (в миру Гео́ргий Степа́нович Кисляко́в; 4 марта 1875, село Казинка, Скопинский уезд, Рязанская губерния — 11 сентября 1930, Киев) — священнослужитель Русской православной церкви, архимандрит (с 1915 года), общественный деятель, публицист, автор антивоенных произведений.

## Биография

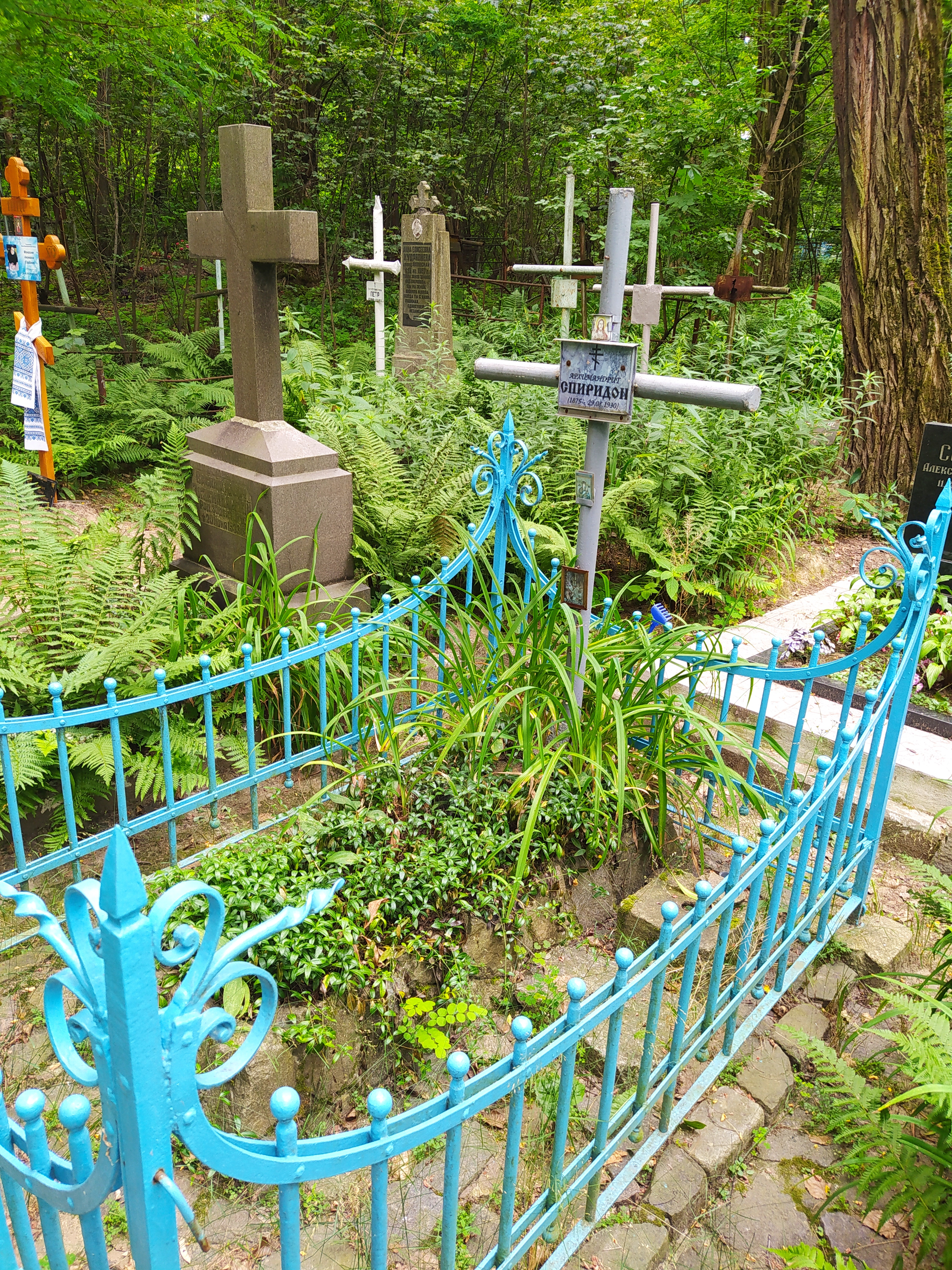
Могила архимандрита Спиридона на Соломенском кладбище

Родился 4 марта 1875 года в селе Казинка Скопинского уезда Рязанской губернии в бедной крестьянской семье. Окончил два класса церковно-приходской школы. В 14 лет покинул родной дом, отправившись в Киев, откуда его путь лежал на Афон, в Андреевский монастырь. Три года проводит на Алтае, проповедуя язычникам. Именно там, насмотревшись на обращение церковных властей со старообрядцами и иноверцами, Кисляков с особой силой понял несовместимость всякого насилия с Евангелием.
В 1903 году принял священство и монашество, после чего занимался окормлением заключенных. В 1913 году его переводят в Одессу, где он продолжает свое служение в ночлежках. Во время Первой мировой войны становится военным священником. Для него это было время духовного кризиса — Кисляков не мог понять, как можно, проповедуя о Христе, посылать солдат в бой.
После революции живет в Киеве, являясь настоятелем Преображенского храма, основывает братство Сладчайшего Иисуса и принимается духовно окормлять наиболее неимущих киевлян. В Киеве он начинает публиковать свои труды, в том числе «Исповедь».
Сотрудничал с активным деятелем и идеологом движения непоминающих в Киеве священником Анатолием Жураковским, вместе с которым в начале 1918 года участвовал в помощи пострадавшим от обстрела Киева большевистскими войсками.
В последние годы в России и за рубежом возрождается интерес к творчеству Спиридона Кислякова: записки «Из виденного и пережитого» вышли на русском, французском и немецком языках; несколько раз переиздана его «Исповедь». В последнее время были найдены и готовятся к публикации рукописи нескольких фундаментальных произведений архимандрита Спиридона — «Дневник», «Из воспоминаний», «Размышления над Евангелием» и «Психологические типы». Основная часть этих рукописей (если не все) в течение советских лет хранились у духовной дочери о. Спиридона Софии Лукиничны Лукьяновой. Она была вдовой расстрелянного в 1937 году священника-иосифлянина Евгения Павловича Лукьянова (1905—1937), также духовного сына о. Спиридона.
27 апреля 2018 года в КЦ «Покровские ворота» была представлена книга «Исповедь священника перед Церковью», которая после своего выхода в 1919 году не переиздавалась.

## Публикации
- Архим. Спиридон (Кисляков). Исповедь священника перед Церковью, 1916. Киев (1919). Дата обращения: 5 января 2025. Архивировано из оригинала 9 июня 2023 года.
  - Исповедь священника перед Церковью. — Москва : Эксмо, 2018. — 270, [1] с. : портр.; 21 см. — (Религия. Война за Бога).; ISBN 978-5-04-091455-5 : 3000 экз.
- «Из виденного и пережитого» // «Христианская мысль», 1917.
- Архим. Спиридон (Кисляков). Из виденного и пережитого. «Христианская мысль» (1917). Дата обращения: 5 января 2025. Архивировано из оригинала 26 мая 2022 года.
  - Из виденного и пережитого : записки миссионера. — [М.] : Образ, 2004 (ОАО Тульская тип.). — 95, [1] с.; 20 см.
  - Из виденного и пережитого : воспоминания проповедника-миссионера. — Москва : Новоспасский монастырь, 2008. — 222, [1] с., [1] л. портр.; 17 см; ISBN 978-5-87389-047-7
- «Царь Христианский», Киев, 1920.
- Я хочу пламени. Жизнь и молитва. — М. Эксмо, 2018. — ISBN 978-5-04-096371-3. — 296 стр.
- Тайный год: неизвестный дневник священника. — М.: Эксмо, 2020. — 640 с.